# Promissas
Promissas è un singolo di Pierangelo Bertoli pubblicato nel 2002 dopo la sua morte.

## Tracce
1. Promissas[1] - 3:07
2. No potho reposare - 4:03
3. Viene per noi - 3:28